# حرب استقلال بوليفيا
بدأت حرب الاستقلال البوليفية (بالإنجليزية: Bolivian War of Independence)‏ في عام 1809 مع تأسيس مجالس عسكريّة حكوميّة في سوكري ولاباز بعد ثورة شوكيساكا وثورة لاباز. هُزمت هذه المجالس العسكريّة بعد فترة وجيزة، وسقطت المدن مرةً أخرى تحت السيطرة الأسبانية. أطاحت ثورة مايو في عام 1810 بالنّيابة الملكيّة في بوينس آيرس التي أنشأت مجلسًا عسكريًا خاصًا بها. أرسلت بوينس آيرس ثلاث حملات عسكرية إلى تشاركاس برئاسة خوان خوسيه كاستيلي، ومانويل بلغرانو، وخوسيه روندو، ولكن الملكيين قد هيمنوا في النهاية على كل حملة منهم. ومن ناحية ثانية، نما النزاع إلى أن تحول لحرب عصابات سُميت بحرب جماعاتٍ جمهورية الموز، ومنعت الملكيين من تعزيز وجودهم. بعد أن هزم سيمون بوليفر وأنطونيو خوسيه دي سوكري الملكيين في شمال أمريكا الجنوبية، تقدّم سوكري في صدارة حملةٍ هدفت لهزيمة الملكيين في تشاركاس إلى الأبد عندما هُزم وقُتل بيدرو أنطونيو أولانيتا، الذي كان آخر جنرال ملكي، على يد قوّاته المرتدّة في معركة توموسلا. تم إعلان الاستقلال البوليفي في 6 أغسطس من عام 1825.

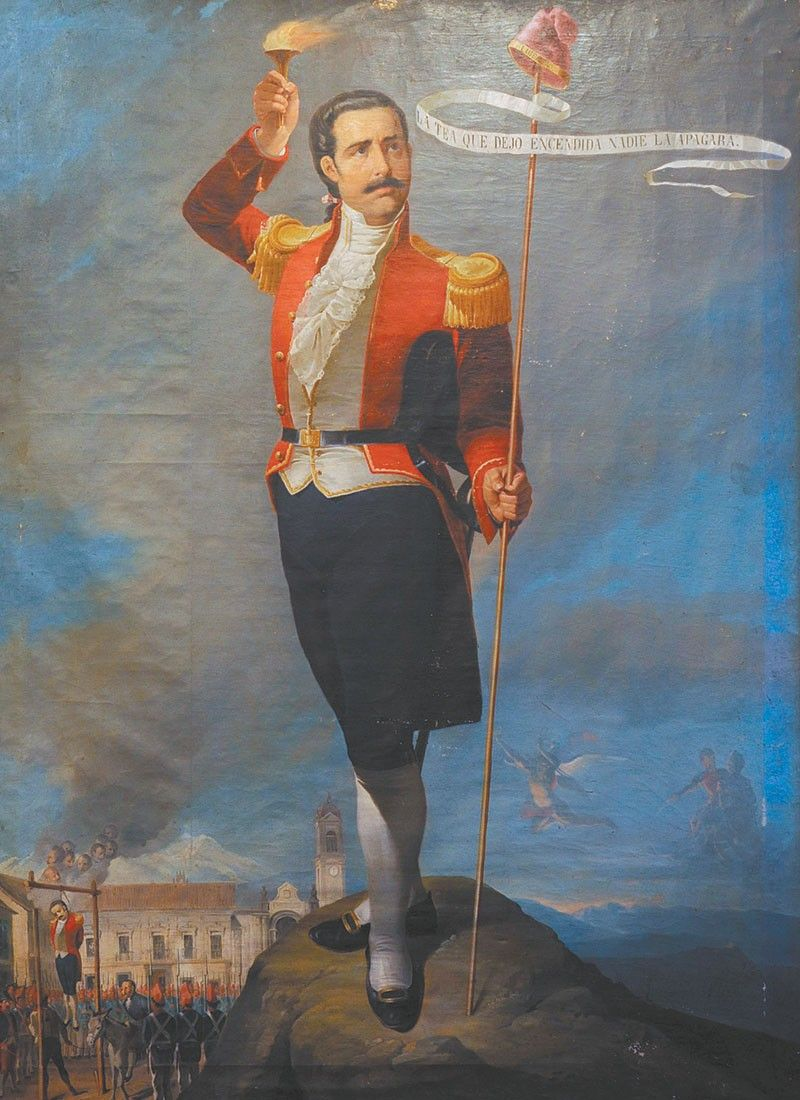
بيدرو دومينغو موريللو ، مقدمة لاستقلال بوليفيا.

## سيطرة الحكم الاستعماريّ وأسباب الحرب
يُشار أحيانًا إلى تشاركاس (بوليفيا الحالية) باسم بيرو العليا. وقعت هذه المنطقة تحت سلطة الحكم الاستعماري الأسباني في القرن السادس عشر. كانت تشاركاس في الأصل تحت حكم نيابة بيرو الملكية، ولكن ثبت أن هذا الموقع بعيد جدًا ومن الصعب أن يكون موقعًا مناسبًا لحكم فعّال، ولذلك أنشأ فيليب الثاني المحكمة الاستئنافية التي عُرفت بجمهور تشاركاس الملكي، والتي كانت هيئة حكم استعمارية تحت سيطرة النيابة الملكية في بيرو. تألّف نظام الحكم ذلك من المستمعين أو القضاة ومعهم الحاكم الذي يحمل لقب رئيس الجمهور. مُنح الجمهور الملكي سلطة لاتخاذ قراراتٍ نهائية في حالة عدم توافر النيابة الملكية أو غيابها. تمركز الجمهور في شوكيساكا، والتي كانت مجتمعًا للسكان الأصليّين في البداية حتى تغير اسمها بعد الاستقلال لتصبح معروفة بسوكري. كانت سوكري هي مركز الإدارة وكذلك مركز الأنشطة الحضارية لتشاركاس. عاش رئيس أساقفة تشاركاس فيها، وهنالك تأسست واحدة من الجامعات البارزة في بوليفيا.
كان الجمهور الملكي بمثابة شرف كبير لشعب تشاركاس. جاء معظم مستمعي الجمهور الملكي مباشرة من أسبانيا، ومالوا إلى أن يكونوا مُعتزين للغاية، وغالبًا ما جعلوا أي أحد ينحني لهم. كان المستمعون أيضًا على درجة غير معقولة من الجهل باحتياجات ومشاكل الشعب. نمت الصلاحية القضائية لجمهور تشاركاس الملكي تزامنًا مع توسع المستوطنات الأسبانية إلى الجنوب، وواصلت النمو إلى أن شملت الأرجنتين، وأوروغواي، وباراغواي، وأجزاء من بيرو، علاوة على بوليفيا الحالية. وُضع الجمهور الملكي تحت سلطة النيابة الملكية في بوينس آيرس ضمن ملكية ريو دي لا بلاتا البديلة المكوّنة حديثًا، وأُعيد توجيه معظم العمليات التجارية إلى بوينس آيرس. كان هذا التغيير معارضًا للرغبات البيروفية، حيث أنهم أرادوا الاحتفاظ بتشاركاس بسبب ثروتها الهائلة الموجودة في مناجم بوتوسي. ظلت بيرو وريو دي لا بلاتا يتقاتلان حول مسألة العلاقات السياسية والاقتصادية مع تشاركاس على مدى العقود القليلة التالية. شارك مواطنو سوكري في أوّل اهتياج للشعب في 25 مايو عام 1809، والذي كان بمثابة جزء من نشوب حرب الاستقلال في بوليفيا.
أنشأ الحكام الأسبانيون نظام النية في عام 1784، وأُقيمت أربعة مكاتب رئيسية في لاباز، وكوتشابامبا، وبوتوسي، وشوكيساكا. منح هذا النظام السلطة لعدد قليل من الرجال المهرة والمتعلمين الذين كانوا مسؤولين بشكل مباشر أمام ملك أسبانيا. نُفِّذ هذا النظام من أجل زيادة الإيرادات وإيقاف مشاكل أخرى معينة نتجت عن إساءة استخدام السلطات الأخرى لنفوذها. بناءً على ذلك، حدّ هذا النظام من نفوذ الجمهور الملكي.
قُسِّم الشعب البوليفي إلى ثلاث فئات رئيسية: أناس الكريول، ومجموعة الميستيثو، والسكان الأصليون. كانت الطبقة ذات السلطة والمسيطرة على كل هذه الفئات هي طبقة شبه الجزيريّين في إحدى المستعمرات الأسبانية، والذين كانوا من أصحاب النفوذ القادمين من أسبانيا لشغل منصب قيادي في الكنيسة أو في الحكومة. امتلك البقية من الشعب البوليفي مكانة اجتماعية أدنى من مكانة النخبة المتميزة هذه.
وُلد أناس الكريول في أمريكا اللاتينية وكانوا من أصل أسباني خالص. كانوا يغارون من النفوذ الذي تمتع به شبه الجزيريّين، وشكلت هذه الغيرة أحد العناصر الأساسية لحرب الاستقلال.
كانت مجموعة الميستيثو أسفل أناس الكريول على التسلسل الهرمي الاجتماعي، وكانوا مزيجًا من نسب أسباني ونسب سكان أصليّين. كان السبب الرئيسي وراء اختلاط هاتين الفئتين هو قلة وجود نساء أسبانيات في المنطقة.
أما طبقة السكان الأصليون، فقد كانت أكبر طبقة اجتماعية، وكانت هي الموجودة في قاع التسلسل الهرمي الاجتماعي. تحدث السكان الأصليون في المقام الأول باللغة الأيمرية ولغة كيشوا. لم يكن هؤلاء الناس على دراية بما يجري سياسيًا في البلاد في الكثير من الأحيان. بالرغم من ذلك، فقد وفر السكان الأصليون قوة كبيرة من الرجال المقاتلين في الحرب من أجل أيّ من الوطنيين أو الملكيين، ولكنهم أثبتوا خلال الحرب أنّهم لا يمكن التنبؤ بهم، ومن الممكن أن ينقلبوا على جيشهم في أي لحظة نتيجة لأي استفزاز.
كان السكان الأصليون في العموم يقاتلون في صف أيّا كان الذي يسيطر على المنطقة، سواء الموالين، أو الوطنيّين، أو الملكيّين. لمعظم الوقت، كانت جماعات جمهوريّة الموز هي المسيطرة على المناطق الريفيّة التي يعيش فيها السكان الأصليون. بينما كان السكان الأصليون يقاتلون من أجل أيّ شخص، إلا أنّهم كانوا يفضلون الوطنيين نظرًا للجزء الأصلي في نسبهم، في حين أنّ الجيوش الأخرى كانت من أصل أسباني خالص.
كانت النيّة الحقيقيّة للسكان الأصليين هي إعادة تأسيس إمبراطورية الإنكا، ولذلك فقد أرادوا شكلًا من أشكال الحكومة يختلف عن أشكال المجموعات الثلاثة الأخرى. كانت كل مجموعة من هذه المجموعات قانعة باستغلال مساعدة السكان الأصليين من أجل الفوز بالحرب، ولكن لم يفكر جيش واحد من بينهم في تحرير هؤلاء الناس.
لم يكن الاستقلال فكرة جديدة في أذهان أهل تشاركاس، بل بدأ هذا المفهوم يتجذر منذ فترة طويلة، وبدأت علامات الاستياء في الظهور بسبب الشكل الحالي للحكومة. أصبح الأفراد في كل طبقة من طبقات السكان البوليفيين غير راضين - أناس الكريول، ومجموعة الميستيثو، وكذلك السكان الأصليون. كانوا جميعًا يشعرون بآثار زيادة الضرائب الأسبانية والقيود التجارية. بدأت تمردات السكان الأصليين في عام 1730 في كوتشابامبا وتلاها أخريات في العقود التالية. على الرغم من أنّ معظم الأفراد كانوا مستائين، إلا أنّ الطبقات الاجتماعية المختلفة لم تتوّحد من أجل حلّ المعضلة. أراد السكان الأصليون التخلص من الشعب الأسباني كلّه وإنشاء دول أنديز طوباوية، في حين أنّ أناس الكريول أرادوا ببساطة المزيد من الحريّة من أسبانيا. كان أناس الكريول عنصريّين للغاية تجاه السكان الأصليّين، وعليه فإنّ مجموعتيّ الشعب هاتين لم تتحدا أبدًا ضد أسبانيا.
نُشرت العديد من الأفكار الثوريّة من الجامعة الموجودة في تشوكيساكا. وزّع طلاب مختلفون من الجامعة منشورات كانت مكتوبة ضد السلطة الأسبانية في تشاركاس في أوائل سبعينيّات القرن التاسع عشر، وفيها أيضًا كان يُطلق لقب لصوص على المسؤولين العموميين. انبثقت أفكار الاستقلال هذه عن أب الكنيسة توما الأكويني الذي كتب عن السياسة، وعلّم أنّه إذا كان الحاكم قاسيًا وطاغيًا، فإنّه من حقّ الشعب أن يتمرد ويقاتل ضد حكومته. يجب أن يكون الحاكم تحت البابا، وبالتالي يمكن للناس أن يتمردوا ضد الملك ولكن ليس ضد الإله. لم يكن هنالك قائد رئيسي للثوار أو الراديكاليين. ومع ذلك، كان هنالك ثلاثة رجال رئيسيين مؤثرين في هذه الدائرة: خايمي زودانيز، ومانويل زودانيز، وبرناردو مونتيجودو. كان خايمي زودانيز جزءًا من الجمهور الملكي في وزارة الدفاع عن الفقراء. كان يعمل على التأثير على القرارات التي يتخذها الجمهور، ولم يشك أحد في سلوكه الخائن. كان شقيقه مانويل زودانيز في الحكومة أيضًا، وكان يشغل منصبًا مهمًا في الجامعة في تشوكيساكا. وأخيرًا، كان برناردو مونتيجودو كاتبًا من عائلة فقيرة، ولكن كان له تأثير على الناس من خلال حملات التهامس خاصته. أيّد هؤلاء الثلاثة جميعهم التخلص من الرئيس رامون غارسيا دي ليون إي بيزارو.

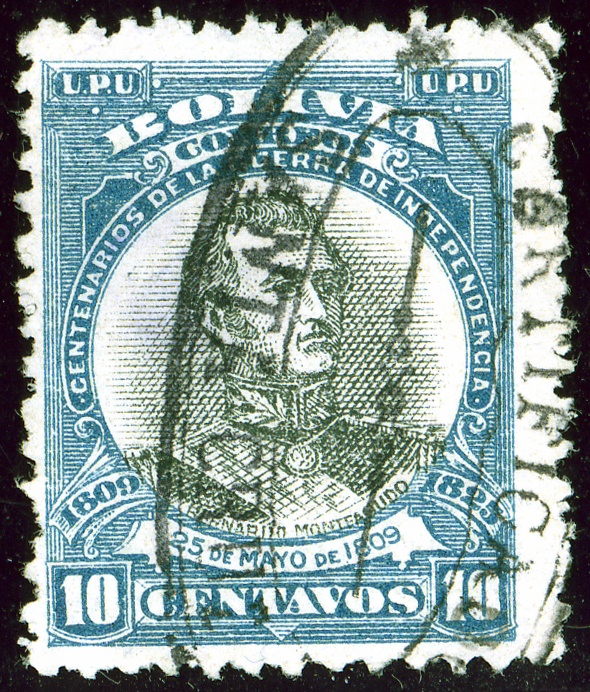
100 عام من النضال من أجل الاستقلال: 25 مايو 1809 على طابع تذكاري

## مجالس عام 1809 العسكرية
خلال حرب شبه الجزيرة التي وقعت في أسبانيا، تابعت تشاركاس (بوليفيا الحالية) عن كثب التقارير الواصلة التي تصف الوضع السياسي سريع التطور في أسبانيا، والذي أدّى إلى حالة تقترب من كونها فوضى في شبه الجزيرة. زاد الشعور بعدم اليقين بسبب حقيقة أنّ الفارق بين وصول خبر تمرد آرنخويث في 17 مارس وخبر تنازل فيرناندو السابع في 6 مايو 1808 لصالح جوزيف بونابرت كان نحو شهر واحد، حيث وصل الخبر الأوّل في 21 أغسطس والثاني في 17 سبتمبر. خلال الارتباك الذي تلا ذلك، قامت عدّة مجالس عسكرية في أسبانيا، وأعلنت شقيقة فيرناندو السابع، الأميرة البرتغالية كارلوتا خواكينا في البرازيل، سلطتها على الأمريكيتين.

### استشهادات
1. ↑  Arnade (1970), p. 2
2. ↑  Gade (1970), p. 46
3. ↑  Hudson & Hanratty (1989)
4. ↑  Arnade (1970), p. 8
5. ↑  Gascoigne (2013)
6. ↑  Arnade (1970), p. 5
7. ↑  Arnade (1970), p. 50
8. ↑  Arnade (1970), p. 51
9. ↑  Morales (2010), p. 37
10. ↑  McFarlane (1995), p. 321
11. ↑  Morales (2010), p. 36
12. ↑  Arnade (1970), p. 6
13. ↑  Arnade (1970), p. 7
14. ↑  Arnade (1970), p. 22
15. ↑  Arnade (1970), p. 9